# Чабак
Чаба́к (укр. Чабак, крымскотат. Çabaq, Чабакъ) — исчезнувшее село в Ленинском районе Республики Крым, располагавшееся на юго-востоке района и Керченского полуострова, примерно в трёх километрах к западу от современного села Яковенково.

## История
Первое документальное упоминание села встречается в Камеральном Описании Крыма… 1784 года, судя по которому, в последний период Крымского ханства Джабак входил в Дин Керченский кадылык Кефинского каймаканства. После присоединения Крыма к России (8) 19 апреля 1783 года, (8) 19 февраля 1784 года, именным указом Екатерины II сенату, на территории бывшего Крымского Ханства была образована Таврическая область и деревня была приписана к Левкопольскому, а после ликвидации в 1787 году Левкопольского — к Феодосийскому уезду Таврической области. После Павловских реформ, с 1796 по 1802 год, входила в Акмечетский уезд Новороссийской губернии. По новому административному делению, после создания 8 (20) октября 1802 года Таврической губернии, Чабак был включён в состав Акмозской волости Феодосийского уезда.
По Ведомости о числе селений, названиях оных, в них дворов… состоящих в Феодосийском уезде от 14 октября 1805 года , в деревне Чабак числилось 11 дворов и 84 жителя. На военно-топографической карте генерал-майора Мухина 1817 года деревня Чабак обозначена с 25 дворами. После реформы волостного деления 1829 года Чобан, согласно «Ведомости о казённых волостях Таврической губернии 1829 года», отнесли к Чурубашской волости (переименованной из Аккозской). Затем, видимо, вследствие эмиграции крымских татар в Турцию, деревня опустела и на карте 1836 года в деревне 7 дворов, а на карте 1842 года Чабак обозначен условным знаком «малая деревня», то есть, менее 5 дворов.
В 1860-х годах, после земской реформы Александра II, деревню приписали к Сарайминской волости. Согласно «Списку населённых мест Таврической губернии по сведениям 1864 года», составленному по результатам VIII ревизии 1864 года, Чабак — владельческая татарская деревня с 17 дворами и 48 жителями при колодцах. По обследованиям профессора А. Н. Козловского начала 1860-х годов, в селении колодцы были глубиной 1—5 саженей (от 2 до 10 м), но в большинстве из них (около трёх четвертей) вода была «дурного качества». Также имелись ауты, которые высыхали в течение лета (Аут — небольшой пруд в степном Крыму, наполнявшийся дождевой и талой водой). На трёхверстовой карте Шуберта 1865—1876 года в деревне Чабак обозначено 12 дворов. По «Памятной книге Таврической губернии 1889 года», по результатам Х ревизии 1887 года, в деревнях Кыр-Кояш, Кончек, Узунлар, Чокур-Кояш, Чонгелек, Чабак и Элькеджи-Эли вместе числилось 152 двора и 847 жителей. По «…Памятной книжке Таврической губернии на 1892 год» в безземельной деревне Чобак, не входившей ни в одно сельское общество, числилось 68 жителей, домохозяйств не имеющих. На верстовой карте Крыма 1896 года в селении обозначено 14 дворов с татарско-русским населением и мечеть. По «…Памятной книжке Таврической губернии на 1902 год» в деревне Чабак, входившей в Сарайминское сельское общество, числилось 96 жителей, также домохозяйств не имеющих. По Статистическому справочнику Таврической губернии. Ч.II-я. Статистический очерк, выпуск пятый Феодосийский уезд, 1915 год, на хуторе Чобак Сарайминской волости Феодосийского уезда числилось 3 двора (все дворы с землёй) с татарским населением в количестве 19 человек только «посторонних» жителей, из которых 7 мужчин и 12 женщин. Жители владели 658 десятинами удобной земли. В хозяйствах имелось 8 лошадей и 3 коровы. В дальнейшем в доступных источниках не встречается. На подробной карте РККА Керченского полуострова 1942 года на месте селения обозначено лишь кладбище.

### Динамика численности населения
| - 1805 год — 84 чел. - 1864 год — 48 чел. - 1889 год — 847 чел. | - 1892 год — 68 чел. - 1902 год — 96 чел. - 1915 год — 0/19 чел. |